# Выборгский уезд
Выборгский уезд — административно-территориальная единица Выборгской губернии. Уездный город — Выборг. Образован в 1727 году, упразднён после 1811 года, вновь образован в 1937 году, окончательно упразднён вместе с губернией в 1940 году. Ныне большая часть уезда входит в Выборгский район.

## История
Уезд создан на территории Выборгской провинции в результате административно-территориальной реформы 1727 года, разделившей провинции на уезды. Подразделялся на погосты, а позже на кирхшпили (приходы).
В соответствии с «Учреждениями для управления губерний», принятыми в 1775 году, Выборгская провинция была упразднена, и Выборгский уезд согласно указу 1783 года «О составлении Выборгского наместничества из шести уездов, и о переименовании местечка Сердоболья городом» стал административно-территориальной единицей Выборгского наместничества, преобразованного в 1796 году в Выборгскую губернию, которая, в свою очередь, была в 1802 году переименована в Финляндскую губернию.
На основании указа 1811 года Финляндская губерния была присоединена к Великому княжеству Финляндскому и снова переименована в Выборгскую, после чего Выборгский уезд был разукрупнён на Страндаский и Эуряпяский.

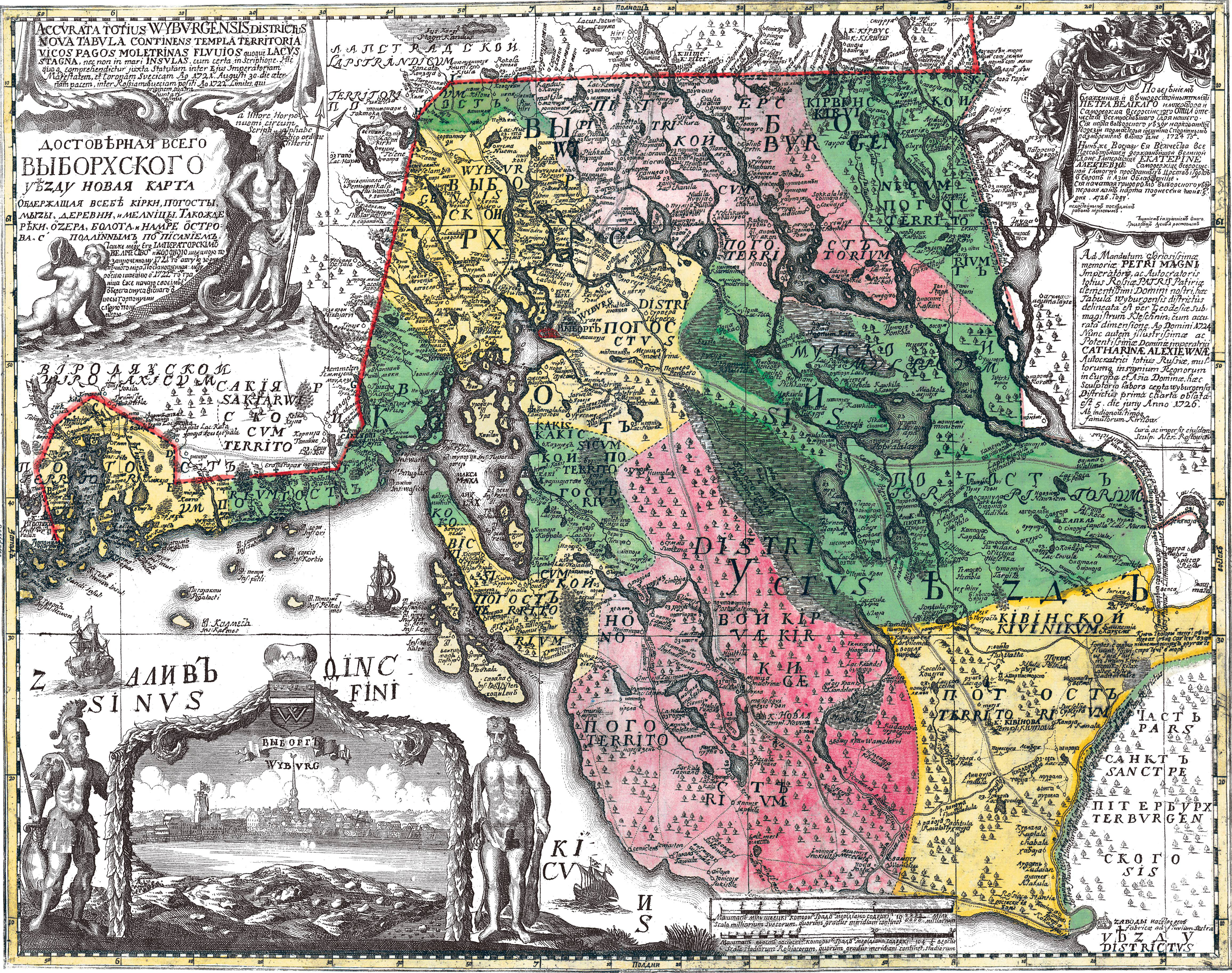
Выборгский уезд с погостами. Атлас Всероссийской империи И. К. Кирилова. 1722-1737 гг.
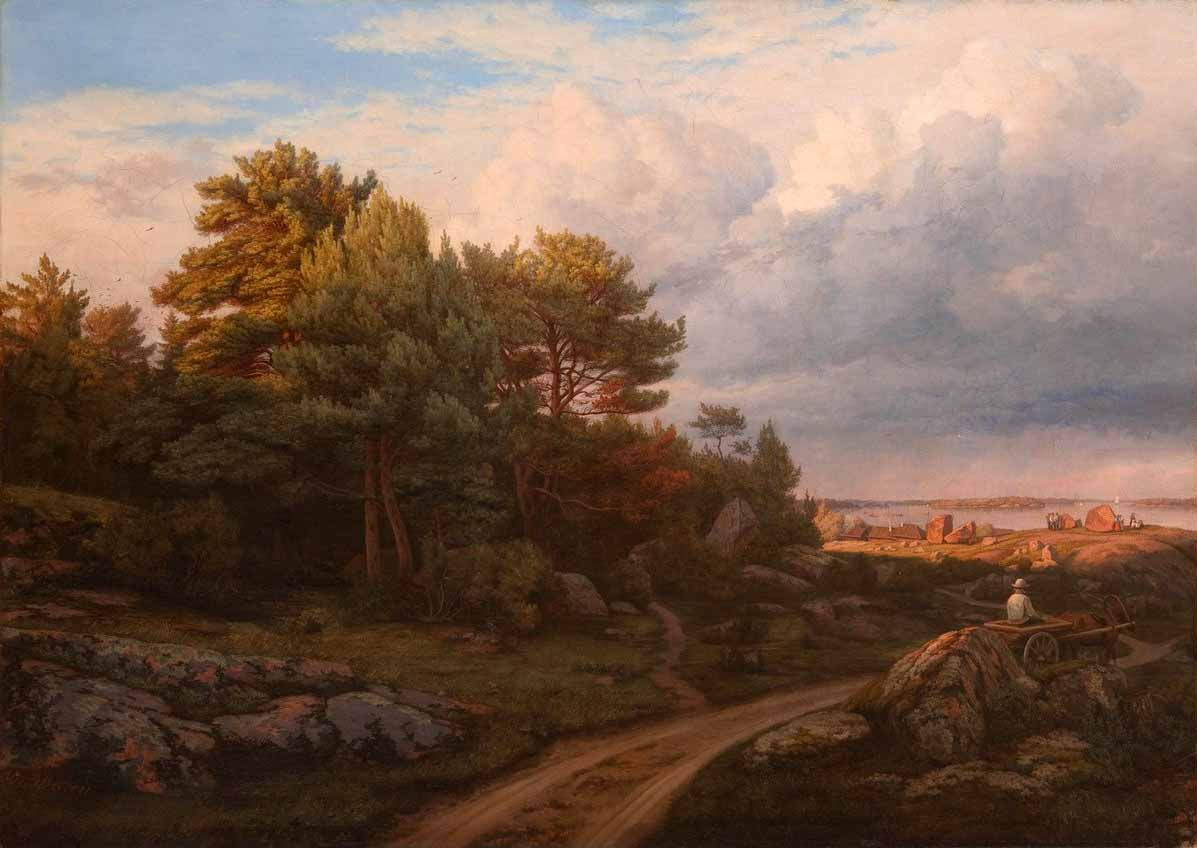
«Вид в окрестностях Выборга» (художник Михаил Эрасси, 1850 год)

В 1937 году Выборгский уезд был образован вновь. К 1940 году подразделялся на 6 волостей (общин):
- Вахвиала
- Выборгская сельская община
- Муолаа
- Нуйямаа
- Хейнйоки
- Эуряпяя

По состоянию на 01.01.1938 площадь уезда составляла 2 381,98 км², а население (на 31.12.1939) — 51 376 чел.
Согласно условиям Московского мирного договора большая часть Выборгской губернии, включая Выборг и Карельский перешеек, отошла от Финляндии к СССР, что повлекло за собой упразднение Выборгского уезда.